# Armageddon in the Rose Garden part 1
Armageddon in the Rose Garden Part 1 is een single van de Duitse toetsenist Edgar Froese, lees Tangerine Dream. De single wordt uitgegeven in een gelimiteerde oplage (800 stuks) ter gelegenheid van een eenmalig concert dat Froese gaf in de Technische Universiteit Eindhoven, mede georganiseerd door het platenlabel, waarop de single verschijnt. Part 2 staat op Purple Diluvial dat vrijwel gelijktijdig verschijnt op het label van TD.
Als “B-kant” fungeert de track Through Hills to Find van Ron Boots, een Nederlandse toetsenist, betrokken bij zowel het concert als het label. Hij trad op als voorprogramma van Froese.
Beide tracks zijn voorbehouden voor deze single.